# Нойес, Альфред
Альфред Но́йес  (англ. Alfred Noyes; 16 сентября 1880[…], Вулвергемптон — 28 июня 1958[…], Вентнор, Юго-Восточная Англия) — английский поэт и писатель, известный своими балладами «Разбойник» и «Шарманка».

## Ранние годы жизни
Нойес родился в Вулверхемптоне, графство Стаффордшир, Англия. Он был сыном Альфреда Нойеса, преподавателя латыни и греческого, и Амелии Адамс. Учился в Эксетер-колледже, Оксфордский университет, но оставил последний, не получив степени магистра.

## Творчество
В 21 год, год своего совершеннолетия, Нойес издал первое собрание стихотворений — Ткущиеся Года, который вызвал положительные отклики таких поэтов как Уильям Батлер Йейтс и Джордж Мередит. С 1903 по 1908 год он напечатал ещё пять поэтических сборников, включая Лес Дикого Тимьяна, Цветы Старой Японии и другие стихотворения. В 1918 году Альфред выпустил в свет сборник рассказов: Блуждающие Призраки, Морские Истории и другие рассказы. В 1924 году Нойес издал ещё один прозаический сборник — Тайный игрок.
На выставке Британской империи, проходящей в 1924 году, для пышного представления, прославляющего Империю, Нойес написал цикл стихотворений, положенных на музыку сэром Эдвардом Элгаром, среди которых было и стихотворение Королевство Шекспира. В 20-х годах Нойес написал стихотворную трилогию Несущие факел, посвящённую научным достижениям человечества в их связи с христианством. Во время Второй Мировой войны Нойес жил в США и Канаде, воспевал в стихах и песнях английских солдат, а в 1949 году возвратился в Англию.
В результате всё увеличивающейся слепоты Нойес начал диктовать свои произведения. В 1953 году он издал автобиографию Два памятных мира, в которой рассказал о своей жизни по обе стороны Атлантического океана. Нойес написал приблизительно шестьдесят книг, включая поэзию, романы, и сборники рассказов. Последний сборник его стихотворений Письмо к Лукиану вышел в 1956 году. В своём творчестве Нойес придерживался классического, традиционного литературного стиля, находясь под влиянием Вордсворта и Теннисона.

## Личная жизнь
С 1914 по 1923 год Нойес преподавал английскую литературу в Принстонском университете. В 1907 году он женился на Гарнетт Дэниэлс, от которой у него было трое детей. После смерти жены в 1926 году Нойес снова женился на Мэри Анжеле Мэйн Вельд-Бланделл, которая в первом браке жила в старинной семье неортодоксальных католиков. В 1929 году семья переехала в Лайл Комб, на остров Уайт, где Нойес продолжал писать стихи и эссе, вошедшие в книгу Сад в заливе (1939). Через некоторое время Нойес принял католичество и написал после своего обращения книгу Неведомый Бог(1934). От второй жены у Нойеса было трое детей: Хью, Вероника и Маргарет.
Умер Альфред Нойес в возрасте 77 лет. Его могила находится во Фрешуотере, остров Уайт.

## Произведения Нойеса и статьи на языке оригинала
- Published works
- Works by or about Alfred Noyes at Internet Archive (scanned books original editions color illustrated)
- Работы Alfred Noyes в проекте «Гутенберг» (plain text and HTML)
- Escape's radio adaptation of Noye’s Log of the Evening Star
- Literary Heritage — Alfred Noyes